# Morgens um sieben ist die Welt noch in Ordnung (Film)
Morgens um sieben ist die Welt noch in Ordnung ist ein deutscher Spielfilm von Kurt Hoffmann aus dem Jahr 1968. Als Vorlage diente der erstmals im Februar 1967 in Deutschland veröffentlichte gleichnamige Roman des britischen Autors Eric Malpass. Aufgrund der großen Beliebtheit der beiden ersten Gaylord-Romane wurden sie in Deutschland das erste und einzige Mal verfilmt. Nach dem Erfolg des ersten Spielfilms drehte Wolfgang Liebeneiner 1969 die Fortsetzung Wenn süß das Mondlicht auf den Hügeln schläft basierend auf dem zweiten Roman.

## Handlung
Der Schriftsteller Jocelyn Pentecost lebt mit seiner Frau May und Sohn Gaylord in einem Haus auf dem Land. Den turbulenten Alltag der Familie bereichern zudem Gaylords mürrischer Großvater, die schwerhörige Großtante Marigold sowie Jocelyns ungleiche Schwestern Rose und Becky. Während sich die lebenslustige Becky mit ihrem Freund Peter vergnügt, hatte die spröde Lehrerin Rose bislang kein Glück in der Liebe. Voller Nervosität und Vorfreude lädt sie ihren Kollegen Herrn Roberts zum Abendessen ein. Nachdem „Bobs“, wie sie ihren Schwarm nennt, nach diversen Anlaufschwierigkeiten bei den Pentecosts eingetroffen ist, zeigt dieser zu Roses Entsetzen mehr Interesse für ihre attraktive Schwester.
Obwohl von seiner Mutter eindringlich gewarnt, trifft sich der lebhafte Gaylord wiederholt mit seinem Freund Willy. Der geistig zurückgebliebene Jugendliche präsentiert seinen ganzen Stolz, einen gläsernen Briefbeschwerer, den er zufällig entdeckt hat und argwöhnisch in der Holzhütte eines Steinbruchs versteckt hält. Gaylord wünscht sich einen ähnlichen Briefbeschwerer zum Geburtstag, bekommt jedoch von seinen Eltern eine andere Ausführung in Gestalt eines Hirsches geschenkt. Enttäuscht zieht er sich auf sein Zimmer zurück. Bei der Geburtstagsfeier ist auch Stan Grebbie zu Gast, Bobs' Freund und Lehrer an einer anderen Schule. Beim abendlichen Gesellschaftsspiel mogelt Bobs, um Becky ungestört küssen zu können. Im Gegenzug trifft Stan auf Rose und macht ihr Komplimente. Aufgrund ähnlichen Charakters fühlen sich beide zueinander hingezogen.
Willy geht mit Gaylord erneut zum Steinbruch und stellt fest, dass der Briefbeschwerer verschwunden ist. Trotz Unschuldsbeteuerungen wird Gaylord später auf dem Schulweg von Willys Bruder Bert mit einem Messer bedroht und aufgefordert, den vermeintlich entwendeten Gegenstand zurückzugeben. Von der heiklen Situation eingeschüchtert, simuliert Gaylord am nächsten Morgen eine Krankheit, um der Schule fernbleiben zu können. Ohne den genauen Grund zu kennen, ahnen die Eltern, dass mit ihrem Sohn etwas nicht stimmt. Unter einem Vorwand schlägt Jocelyn vor, Gaylord ins Dorf zu begleiten, was dieser erleichtert annimmt. Eines Tages zeigt Klassenkamerad David seinen Mitschülern auf dem Schulhof den angeblich gefundenen Briefbeschwerer. Gaylord versucht in der Pause, das Objekt an sich zu nehmen. Beim Griff in die fremde Schultasche wird er von der Lehrerin Fräulein Marston erwischt. Verzweifelt erzählt Gaylord am Abend seinen Eltern die ganze Geschichte. Ein ernstes Gespräch zwischen Jocelyn und Berts Mutter, der in ärmlichen Verhältnissen lebenden Witwe Foggerty, am darauffolgenden Tag bleibt erfolglos. Gaylord darf zukünftig das elterliche Haus nicht mehr allein verlassen. Auf dem täglichen Weg zur Schule sorgt wechselnde Begleitung für seine Sicherheit.
Weil der Zug ausfällt und alle Hotelzimmer belegt sind, erscheint Rose eines regnerischen Abends überraschend vor Bobs' Junggesellenwohnung. Seine Annäherungsversuche werden unterbrochen, da Becky im selben Moment hereinplatzt, um Rose nach Hause zu bringen. Wegen eines bevorstehenden Gewitters begibt sich Gaylord für Beobachtungen zum Stall. Ausgerechnet dort findet sich Bobs, der eigentlich mit Rose verabredet ist, heimlich mit Becky zu einem leidenschaftlichen Rendezvous im Heu ein. Zurück im Haus berichtet Gaylord von den Neuigkeiten und provoziert einen ausgiebigen Familienkrach. Um den Affären endgültig ein Ende zu bereiten, wirkt Großvater auf den Freund seiner Tochter ein. Bald darauf heiraten Becky und Peter. In den Schulferien fährt Gaylord mit seinen Eltern und Tante Rose an die Ostsee. May teilt ihrem Mann mit, dass sie ein Kind erwarte. Rose erfährt von Stans Anwesenheit und verbringt einige glückliche Tage mit ihm. Als die Nachricht von Großtante Marigolds Tod eintrifft, muss die Familie die Heimreise antreten.
Wieder daheim sucht Gaylord Willy auf, um ihm einen aus dem Urlaub mitgebrachten Briefbeschwerer als Ersatz zu überreichen. Willy lehnt ab: Das sei nicht seiner. Damit gibt er das Signal für den lauernden Bert und seine beiden jüngeren Brüder. Sie fallen mit Messern über Gaylord her und lassen ihn schwer verletzt zurück. Rose und Stan, die sich kurz zuvor wiedergetroffen hatten, finden den bewusstlosen Gaylord zufällig beim Spazierengehen. Im Krankenhaus kann er gerettet werden. Das Engagement für Gaylords Rettung verschafft Stan großen Respekt bei der Familie, worauf er kurz entschlossen um Roses Hand anhält.

## Hintergrund

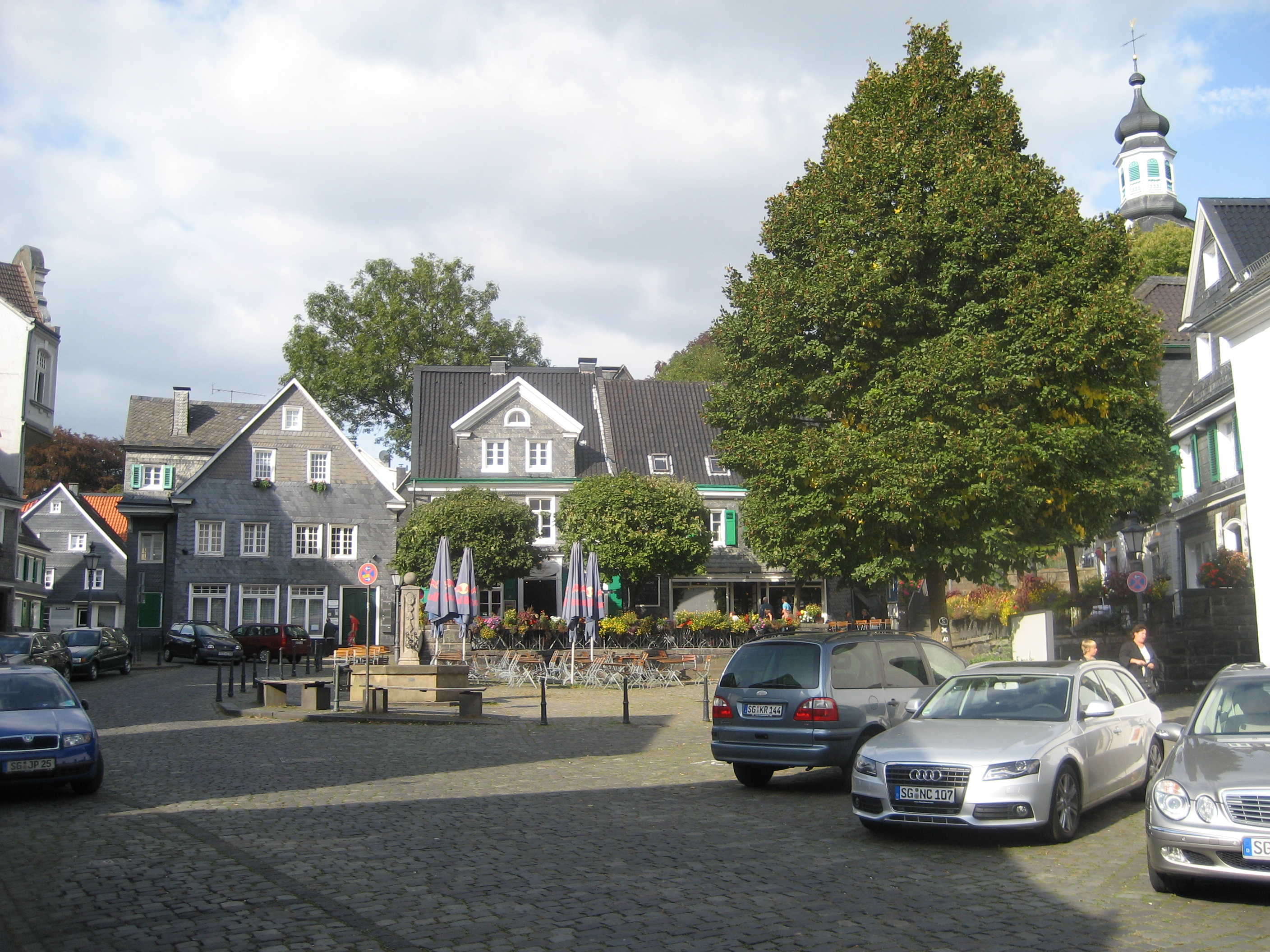
Der Marktplatz im Solinger Stadtteil Gräfrath war Schauplatz mehrerer Einstellungen.

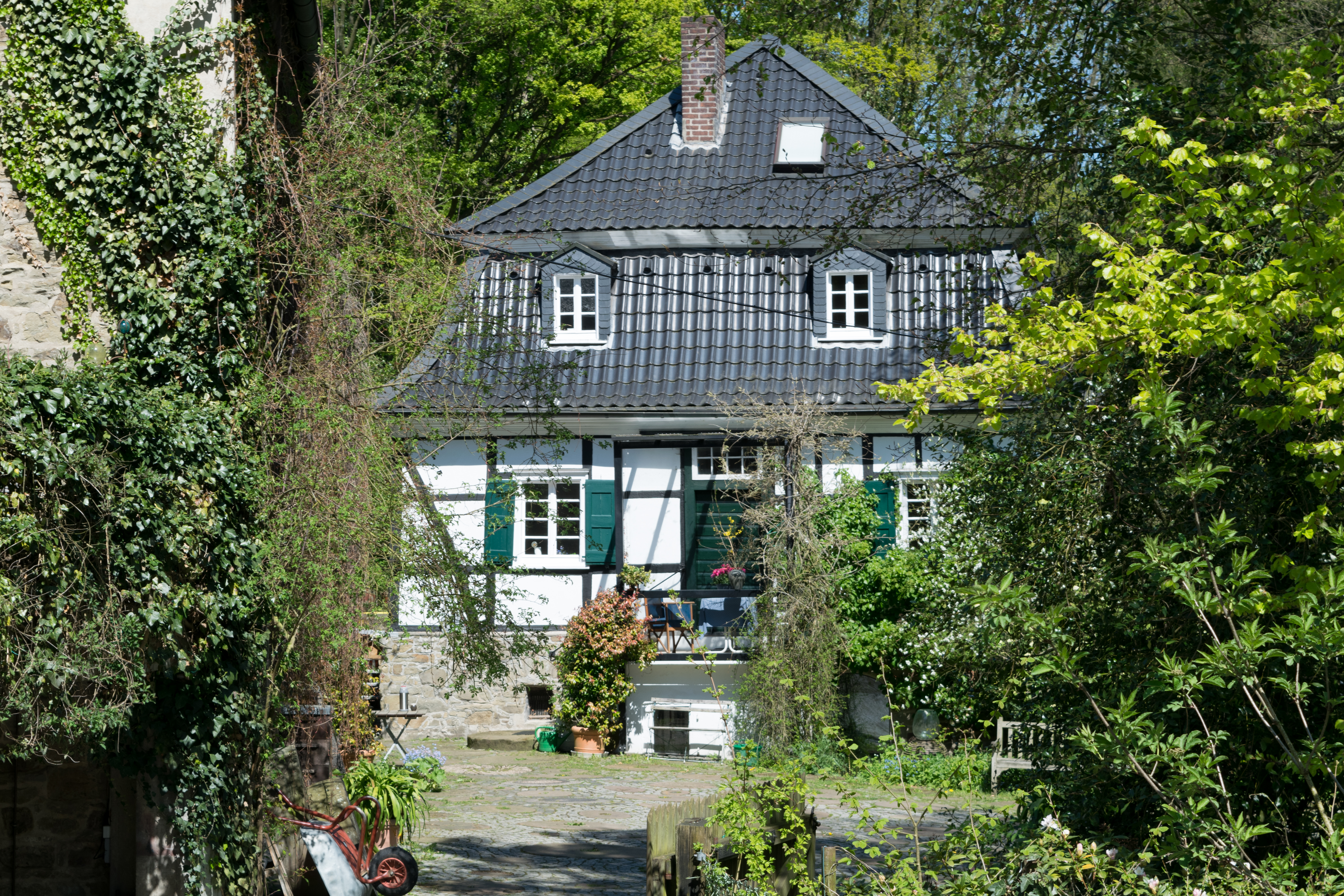
Die Bausmühle diente als Filmkulisse, Bild 2016

Die Dreharbeiten dauerten vom 2. Mai bis 27. Juni 1968. Als Filmstudio diente das CCC-Atelier Berlin-Spandau. Die Außenaufnahmen entstanden unter anderem auf dem Gräfrather Marktplatz in Solingen sowie in West-Berlin, Großenbrode und auf Fehmarn. Die unter Denkmalschutz stehende Bausmühle aus dem frühen 18. Jahrhundert im Nordwesten Solingens diente als Außenkulisse für das Wohnhaus der Familie Pentecost.
Im Gegensatz zu den Angaben in mehreren Datenbanken wurde die Filmfigur Bert trotz Namensähnlichkeit nicht vom Schlagersänger Wolfgang Petry verkörpert. Dieser legte erst nach der Entdeckung im Jahr 1976 seinen bürgerlichen Namen Wolfgang Remling ab und erhielt den vom damaligen Produzenten Tony Hendrik vorgeschlagenen Künstlernamen.
James Last produzierte die kommerziell erfolgreiche Filmmusik. Die Kostüme entwarf Ingrid Zoré, die Filmbauten Werner Schlichting und seine Ehefrau Isabella.
Als Produktionsfirma zeichnete Independent Film verantwortlich. Der Film kam im Verleih der Constantin Film in die Kinos und wurde am 5. September 1968 in der Lichtburg in Essen uraufgeführt.

## Kritiken
„Familiengeschichte und -geschichten aus drei Generationen, im Mittelpunkt die Erlebniswelt eines Sechsjährigen, in klischeehaft-gekünsteltem und etwas grobem Zuschnitt.“

„Turbulente Generationskomödie […]. Als Familiensatire matt, als sentimentales Buben-Großvater-Rührstück gelungen. Wertung: 2 von 4 möglichen Sternen (durchschnittlich).“

„Gutes deutsches Lustspiel nach dem beliebten, weitverbreiteten Buch von Eric Malpass über den kleinen Gaylord und seine Erlebnisse inmitten einer stattlichen Familie sowie mit einem geistesschwachen Dorfjungen. Regisseur Kurt Hoffmann verstand angenehm temperierte Unterhaltung zu bringen.“

## Auszeichnungen
Der Film wurde 1969 mit der Goldenen Leinwand für mehr als drei Millionen Zuschauer ausgezeichnet.

## Veröffentlichungen
- DVD: Morgens um sieben ist die Welt noch in Ordnung / Wenn süß das Mondlicht auf den Hügeln schläft, STUDIOCANAL, Juni 2009, ca. 176 Minuten, Bildformat 1.66:1 (16:9), Tonformat Deutsch (Dolby Digital 1.0)
- 7″-Single: James Last: Morgens um sieben ist die Welt noch in Ordnung / Choral, Polydor, 1968